# Herr Puntila und sein Knecht Matti (1960)
Herr Puntila und sein Knecht Matti ist ein österreichischer Film nach dem gleichnamigen Theaterstück von Bertolt Brecht.

## Handlung
Der finnische Gutsbesitzer Puntila ist nach einem Trinkgelage ein guter Kumpel geworden und erzählt seinem Chauffeur Matti alle seine Sorgen. Er will seine Tochter Eva standesgemäß mit einem Attaché verheiraten, aber es schmerzt ihn, dass er seinem Schwiegersohn dazu als Mitgift ein Stück seines Waldes abtreten muss.
Puntila verlobt sich betrunken mit verschiedenen Mädchen und stellt mehrere Knechte ein, obwohl er gar keine Arbeit für sie hat. Als der Attaché ankommt und um Evas Hand bittet, findet Puntila selber ihn unsympathisch, betrinkt sich und jagt ihn davon.
Da Eva schon länger ein Auge auf den feschen Matti geworfen hat, will nun auch Puntila, dass Eva Matti heiraten soll, doch dieser führt ihr schonungslos die Probleme einer solchen unstandesgemäßen Heirat vor Augen. So folgt am Ende an Stelle der Heirat nur die Kündigung Mattis.

## Hintergrund
Der Film wurde 1955 in den sowjetisch kontrollierten Wiener Rosenhügel-Studios auf Agfacolormaterial gedreht und kam erst am 21. Oktober 1960 in München zur Uraufführung. Über weite Strecken ähnelt das Geschehen eher einer typischen Filmkomödie oder einem Heimatfilm der 50er Jahre, so dass Publikum und Filmkritik verhältnismäßig wenig Notiz davon nahmen. Brecht selbst bezeichnete den Film als „verfeinerte Salonkomödie“, da der Text weitgehend politisch entschärft worden war.

## Kritiken
„Die Verfilmung gelang nur zum Teil: entstanden ist eine Burleske, in der Klamauk und Komik ohne Reibungsfläche überwiegen, während das Ziel der Brechtschen Kunst und ihrer sozialkritischen Moral nicht erreicht wird. Auch die Spielweise der Darsteller (hervorragend: Curt Bois als Puntila) kann nicht verbergen, daß die allzu naturalistisch-romantische Buntheit des Dekors kaum einer verfremdenden Darstellung des Geschehens, wie sie Brecht fordert, entspricht.“

„Brechts Theaterstück um einen Herrn, der sich immer, wenn er betrunken ist, mit seinem Chauffeur verbrüdert, in einer eher unbeholfenen Film-Version.“